# ウズベキスタンの文化

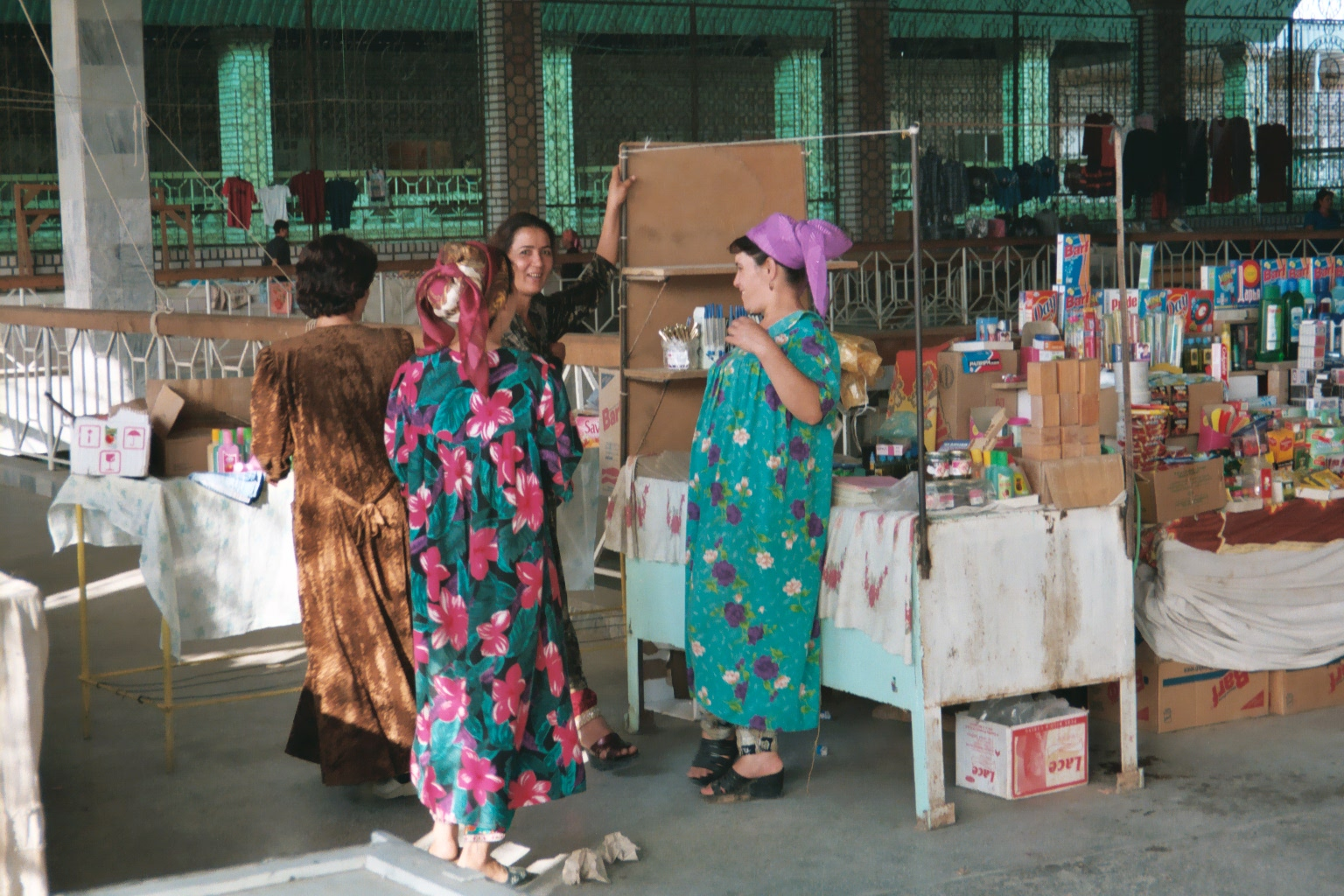
ウズベキスタンの女性

ウズベキスタンの文化（ウズベキスタンのぶんか）は多様な民族・文化が混じりあうことで形成されてきた。現在ウズベキスタンで多数を占める民族はウズベク人である。1995年当時、約71%がウズベク人だった。主な少数民族としてはロシア人 (8.4%)、タジク人 (公式発表では5%だが実際にはもっと多いと思われる)、カザフ人 (4.1%)、タタール人 (2.4%)、カラカルパク人 (2.1%)があり、その他にもアルメニア人や高麗人なども住んでいる。しかし、ウズベキスタンに流入してきた外国人の割合はロシア人や他の少数民族が国外に居住するようになったことでゆっくりと減少しており、かつてのソビエト連邦領内の他の地域に住んでいたウズベク人が帰国するようになっていると言われている。

## 世界遺産
UNESCOに世界遺産と認定されたウズベキスタンの文化遺産には次のようなものがある。
- ブハラ歴史地区 (1993年)
- シャフリサブス歴史地区 (2000年)
- イチャン・カラ (1990年)
- サマルカンド - 文化交差路 (2001年)

## 宗教

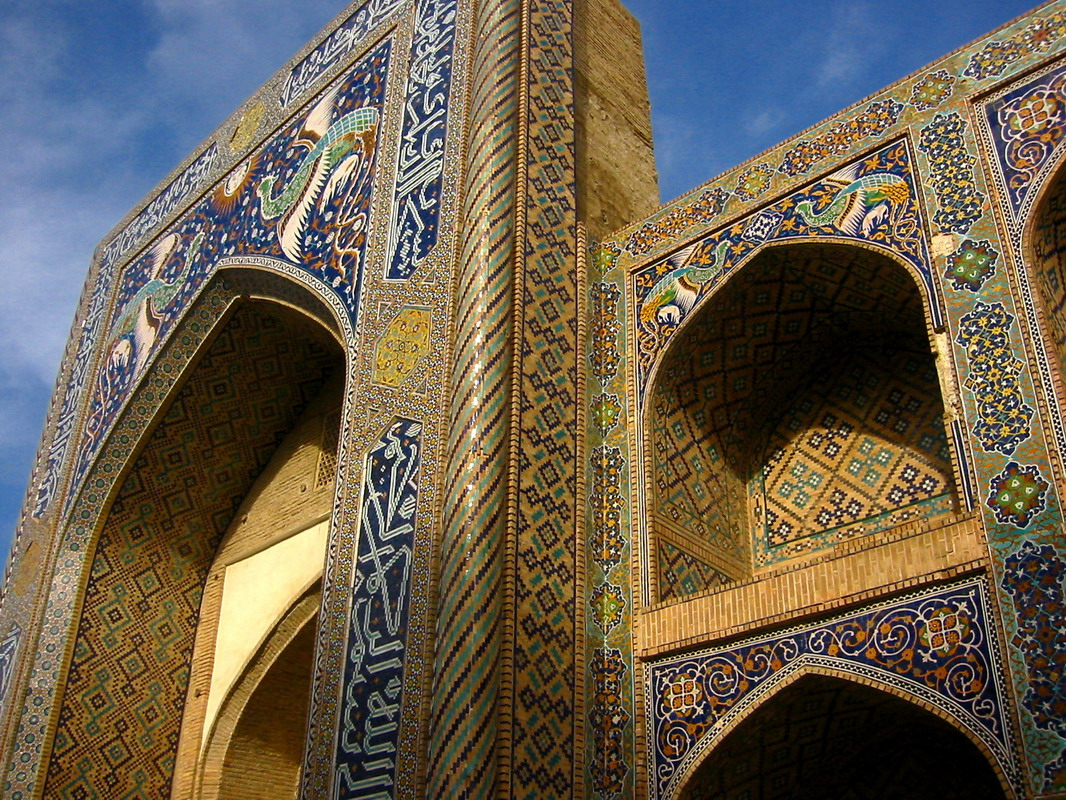
ブハラのモスク

ウズベキスタンが1991年に独立を達成した時には、イスラム原理主義が国全体で広まるであろうと広く信じられていた。長きに渡り信教の自由を否定してきたイスラム教がウズベキスタンで急速に勢力を拡大するのではないかと疑われていた。1994年当時、国勢調査ではウズベク人の少数の者しか実際のイスラム教の教義や実践方法に関する知識を持ち合わせていなかったにも関わらず、半数のウズベク人がイスラム教に帰依していると回答した。そして、現在ウズベキスタンではイスラム教信者の割合が増えている。

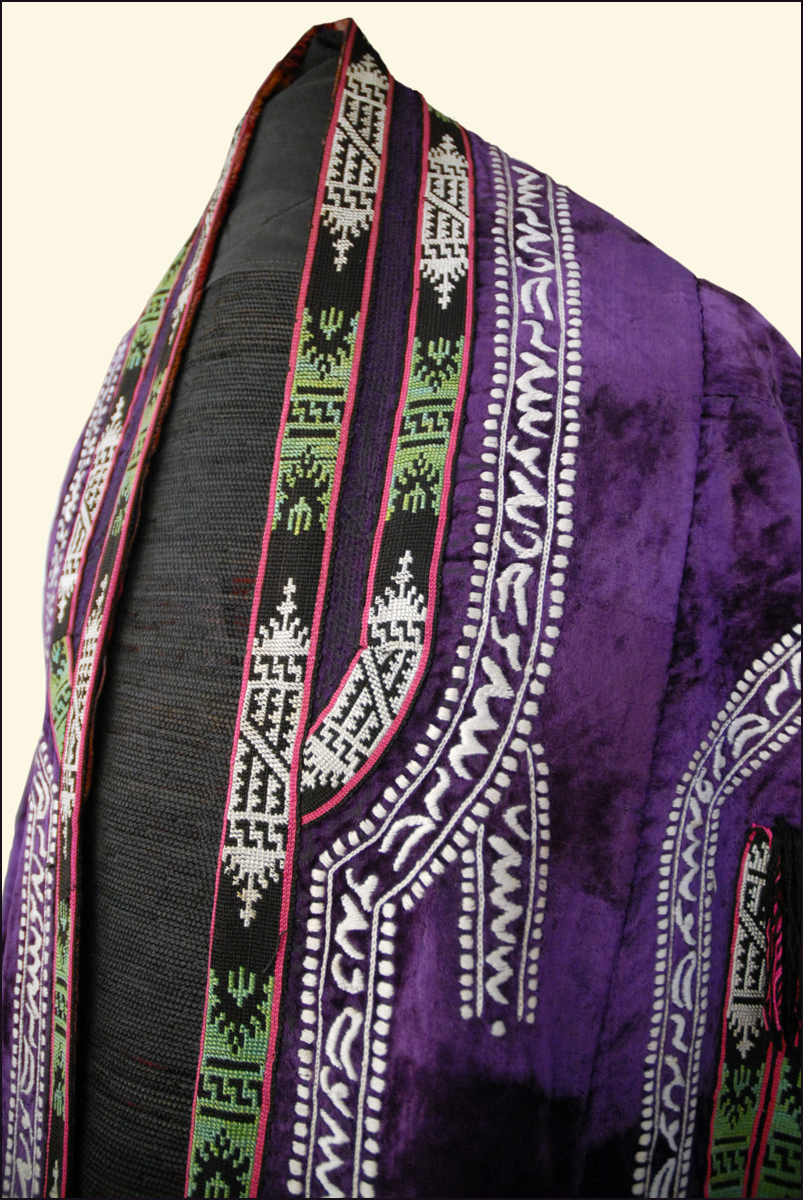
「パランジャ (parandja)」、1927年に禁止されるまで女性用ローブとして用いられていた。この写真の衣装は絹糸、手作りの刺繍でできたベルベットになっている。ウズベキスタン国立応用美術館展示。

## 教育
ウズベキスタンは現在15歳以上の成人で88%と高い識字率を誇る。しかし、15歳以下では76%と数値が下がり、現在の教育の瑕疵が未来に影響を与えるのではないかと危惧されている。ウズベキスタンは教育分野で深刻な予算不足を抱えている。1992年に制定された教育法では理論的な改革を始めたが、身体能力テストの結果は芳しくなく、カリキュラムの見直しは遅々として進んでいない。

## 伝統
ウズベク人は新年を「yillar (本来の意味は、年- year)」と呼んで祝う。彼らは聖誕祭を祝うわけではないがクリスマスツリーの装飾を行い、互いに贈り物を交換しあう。ウズベク人は夕食中伝統的な歌を歌い、夕食後、男性はサンタクロースの衣装に身を包み、時の翁が訪れ当日を迎えた後も祝賀会を続ける。深夜には、クリスマスツリーのそばに立ってウズベキスタンの国歌を歌う。

## 料理

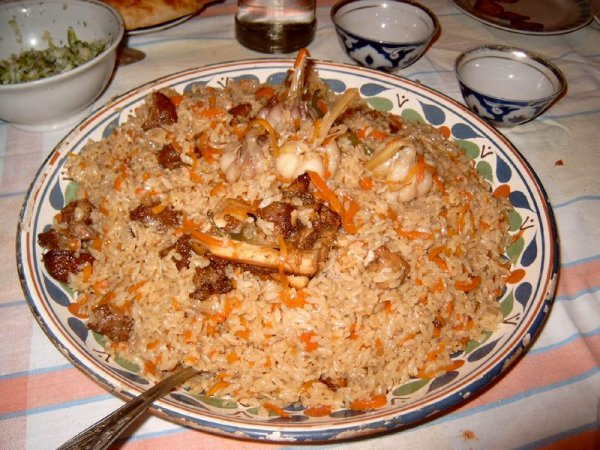
ウズベキスタンの国民食プロフ

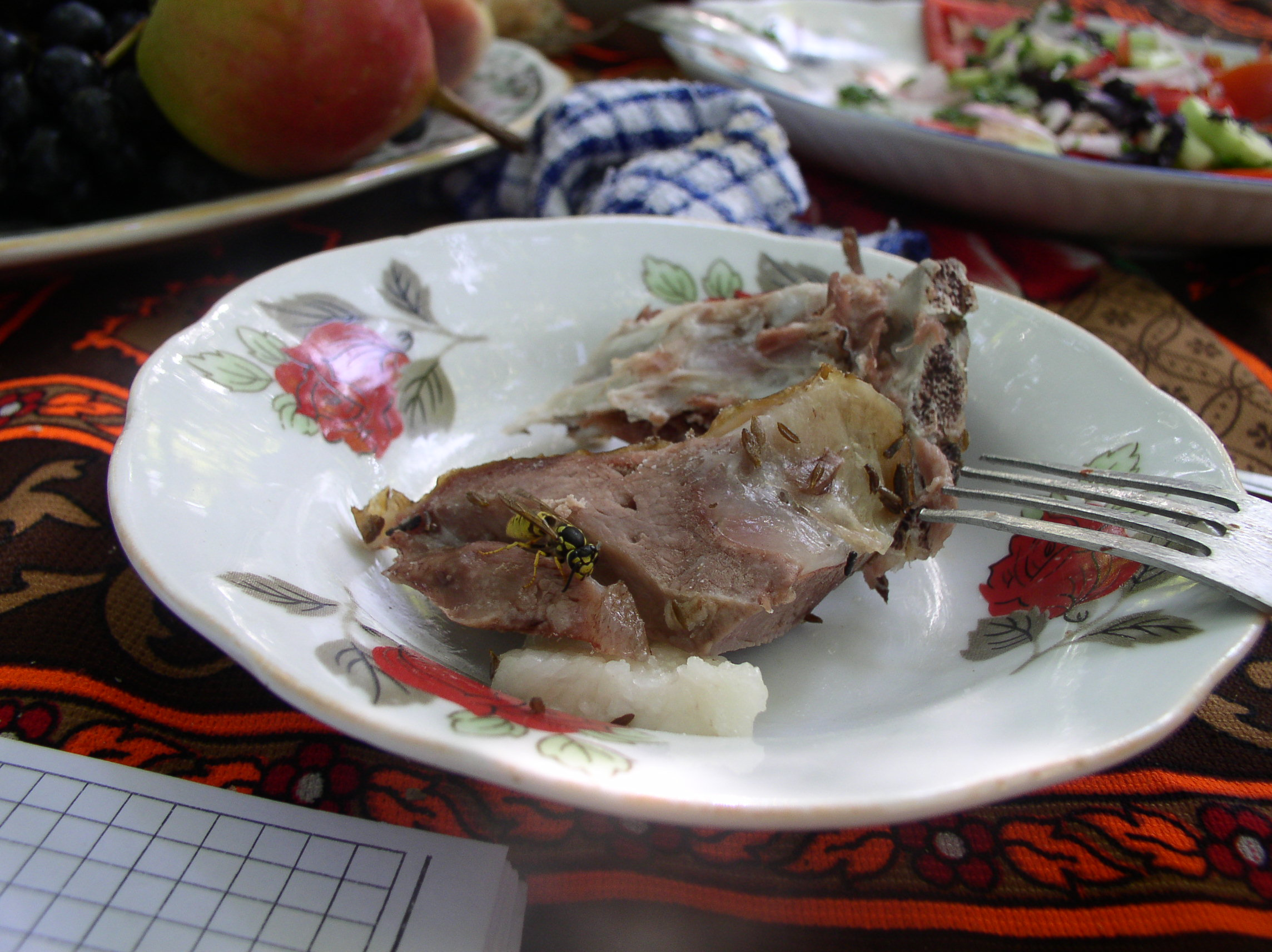
タンディール・カバーブ(Tandir Kabob)、マトンをタンディール釜で焼いた料理

ウズベキスタン料理は地方の農業形態に影響を受けている。ウズベキスタンでは穀物を中心とする大規模農場経営が行われており、パンや麺類が主食となっている。ウズベキスタン料理の特徴は「noodle-rich (麺類が豊富)」という言葉で言い表されることが多い。国内では牧畜業で羊が多く飼われているため様々なマトン料理があり、ウズベキスタン料理の一部を形成している。
ウズベキスタンで特筆すべき料理としてはプロフ (パラフ、オシュなどの表記もある)がある。これは米、肉、すりおろした人参、玉ねぎを用いて作られる料理で通常主菜として出される。「オシ・ナハル (Oshi Nahor)」（朝プロフ）は結婚式などの行事で多く集まった客人に対し早朝(午前6 - 9時) に供される料理である。他に有名なウズベキスタン料理としては以下のようなものがある。シュルパ (シュルヴァ(shurva)、シャルヴァ (shorva)とも表記)は、大きな肉塊 (通常はマトン)や野菜で作られるスープである。ナリンやラグマンは麺をベースにした料理で、スープや主菜として供される。マンティ (dumpling) (ウズベキスタンの餃子)、チュチヴァラ、サムサはパン生地の中に具材を詰めた料理であり、副菜、主菜どちらにも用いられる。ディムラマ (肉と野菜のシチュー) や様々なカバーブは通常主菜として供される。
緑茶は一日を通じ愛飲される飲料である。ティーハウス (チャーイハーナー - chaikhana) は文化の中心的役割を果たしている。タシュケントでは紅茶も日常的に飲まれており、緑茶、紅茶ともに通常ミルクや砂糖を入れずに飲む。茶は常に食事とともに摂取されるが、もてなしの場でも茶が出され、通常はすべての客人に対し、何も言わずとも緑茶もしくは紅茶が出される。凍らせたヨーグルト飲料のアイランは夏季には人気のある飲み物だが、茶に代わるほどの地位は獲得していない。
アルコールの摂取は西洋ほど広まっているとはいえないが、イスラム諸国の中では比較的戒律に厳しくないため、ワインは比較的に人気がある。国内には14のワイナリーがあり、ウズベキスタン最古かつ最も有名なワイナリーはサマルカンドのホヴレンコ (Khovrenko)ワイナリー (1927年操業)である。サマルカンドのワイナリーは現地でとれる品種のブドウ(Gulyakandoz, Shirin, Aleatiko, Kabernet likernoe) を使用した様々な種類のデザートワインを生産している。ウズベキスタンのワインは国際的な賞も受賞しており、ロシアや他の中央アジアの国へと輸出されている。
ブハラのユダヤ料理やウズベキスタン料理のデザートの選択は限られている。もてなしの最後には果物単体、もしくは青果やドライフルーツのコンポートが出され、続いて緑茶とともにナッツやハルヴァが出される。ブハラのユダヤ人が休日の午後に客人にもてなす特別な茶が「チャーイ・カイマキ (Chai Kaymoki)」である。これは通常の茶の摂取方法とは異なり、緑茶を通常ミルクと1対1の割合で混ぜて出される。茶は出される前に、かち割ったアーモンドやクルミをちりばめることがある。

## スポーツ

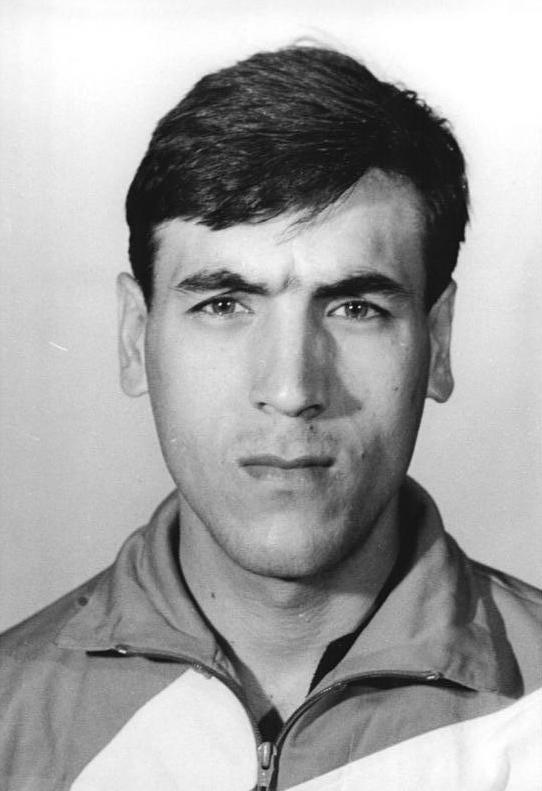
ジャモリディネ・アブドヤパロフはウズベキスタンで最も有名なロードレーサーであり、ツール・ド・フランスの3つの区間で優勝している。アブドヤパロフは世界で最も早いロードレーサーの一人でもあった。

ウズベキスタンで有名なプロロードレース選手にジャモリディネ・アブドヤパロフがいる。アブドヤパロフはツール・ド・フランスの区間を三回制し、それぞれの区間でマイヨ・ヴェールというポイント賞を獲得した。マイヨ・ヴェールは総合優勝を意味するマイヨ・ジョーヌに次ぐ名誉ある賞である。アブドヤパロフは先頭集団で先を窺った後、最後の数kmでスプリントをかけて集団から飛び出し逃げ切る戦法を得意としていた。スプリントの際、時に左右に大きく斜行することがあり、付近のモニュメントや後続の選手と交錯することがあった。このような荒っぽい走りから「タシュケントの虎 (The Terror of Tashkent)」という異名がついた。アルトゥール・タイマゾフは2000年シドニーオリンピックでウズベキスタンレスリング界初のメダルをもたらし、2004年アテネオリンピックと2008年北京オリンピックにおいて、男子120kg級で金メダルを獲得している。
ルスラン・チャガエフはWBAを制したウズベキスタンを代表するプロボクサーである。チャガエフはロシアのニコライ・ワルーエフを破って2007年にWBA王座についた。チャガエフはタイトルを2回防衛することに成功したが、2009年にウクライナのウラジミール・クリチコに敗れ王座を失った。
ウズベキスタンには国際クラッシュ協会の本部がある。クラッシュは伝統的な武道としてのクラッシュから近代化、国際化した形式へと整備されている。
サッカーはウズベキスタンで最も人気のあるスポーツである。ウズベキスタン国内の最上位のサッカーリーグはウズベク・リーグであり、16チームから構成されている。現在の王者はFCブニョドコルであり、国内リーグ最多優勝回数を誇るクラブは8回のFCパフタコール・タシュケントである。2011年のウズベキスタン最優秀選手はオディル・アフメドフである。ウズベキスタンはAFCチャンピオンズリーグやAFCカップといった、アジアサッカー連盟が開催するサッカークラブの国際大会に自動出場枠を確保している。ナサフ・カルシはAFCカップ2011で優勝した。これはウズベキスタンサッカー界初の国際大会優勝となった。
ウズベキスタンが1991年に独立する以前は、ソビエト連邦の一員としてサッカーソビエト連邦代表やラグビーソビエト連邦代表、アイスホッケーソビエト連邦代表、バスケットボールソビエト連邦代表、ハンドボールソビエト連邦代表といったソビエト連邦代表へ選手を送り出していた。独立後は独自のナショナルチームを作り上げており、サッカーウズベキスタン代表、ラグビーウズベキスタン代表、フットサルウズベキスタン代表などが結成されている。
ウズベキスタンで人気のあるスポーツとしては、他にラグビー、ハンドボール、野球、アイスホッケー、バスケットボール、フットサルがある。